# Coquille (Oregón)
Coquille es una ciudad ubicada en el condado de Coos en el estado estadounidense de Oregón. En el año 2007 tenía una población de 4.215 habitantes y una densidad poblacional de 593.9 personas por km².

## Geografía
Coquille se encuentra ubicada en las coordenadas 43°10′46″N 124°11′15″O / 43.17944, -124.18750.

## Demografía
Según la Oficina del Censo en 2000 los ingresos medios por hogar en la localidad eran de $29,931, y los ingresos medios por familia eran $35,144. Los hombres tenían unos ingresos medios de $34,583 frente a los $21,567 para las mujeres. La renta per cápita para la localidad era de $14,619. Alrededor del 10.6% de la población estaban por debajo del umbral de pobreza.